# Fu Yuanhui
Dans ce nom chinois, le nom de famille, Fu, précède le nom personnel.
Fu Yuanhui, née le 7 janvier 1996 à Hangzhou, est une nageuse chinoise spécialiste des épreuves de dos. Elle a commencé la natation à cinq ans. Son père pensait que cela améliorerait sa santé, elle souffrait d'asthme.

## Jeux olympiques de 2016
Aux Jeux olympiques de 2016 de Rio, Fu Yuanhui remporte la médaille de bronze du 100 mètres dos, partageant la troisième place avec Kylie Masse. Au cours de cette compétition, ses réactions enthousiastes, en particulier lors de ses interviews, l'ont rendue très populaire sur les réseaux sociaux chinois.

## Palmarès

### Championnats du monde grand bassin
- Championnats du monde 2013 à Barcelone ( Espagne) :
  -  Médaille d'argent du 50 m dos

- Championnats du monde 2015 à Kazan ( Russie) :
  -  Médaille d'or du 50 m dos
  -  Médaille d'or du relais 4 × 100 m quatre nages
- Championnats du monde 2017 à Budapest ( Hongrie) :
  -  Médaille d'argent du 50 m dos

### Jeux olympiques
- Jeux olympiques de 2012 à Londres ( Royaume-Uni) :
  - 8e au 100 m dos
- Jeux olympiques de 2016 à Rio de Janeiro ( Brésil) :
  -  Médaille de bronze du 100 m dos